# Nunatak Arizaga
Nunatak Arizaga är en nunatak i Antarktis. Den ligger i Västantarktis. Argentina, Chile och Storbritannien gör anspråk på området. Toppen på Nunatak Arizaga är 376 meter över havet.
Terrängen runt Nunatak Arizaga är kuperad söderut, men norrut är den platt. Nunatak Arizaga ligger uppe på en höjd som går i nord-sydlig riktning. Trakten är obefolkad. Det finns inga samhällen i närheten.